# Microsoft XNA
Microsoft XNA är en plattform och en samling verktyg för att underlätta spel- och multimediautveckling för Microsofts produkter Windows, Xbox 360, Windows Phone 7 och Zune. Namnet ”XNA” härstammar från projektets utvecklingsnamn, Xbox New Architecture, och blev kvar istället för att, som planerat lanseras under ”Xbox”.

## Överblick

### XNA Ramverk
Ramverket för XNA är baserat på en ursprunglig implementering av .NET Compact Framework 2.0 på Windows. Den inkluderar en omfattande samling bibliotek som är specifika för utveckling av spel och främjar maximal återanvändning av kod över målplattformar. Ramverket körs på en version av ”Common Language Runtime” som är optimerad för gaming genom en väl förvaltning av kod. XNA finns tillgänglig för Windows XP, Windows Vista, Windows 7, Windows Phone 7 och Xbox 360. Eftersom XNA spel är gjorda för “The Runtime” kan de spelas på alla plattformar som stödjer XNA ramverk med liten eller ingen modifikation. Spel som körs på ramverket kan teknisk sätt kodas i alla .NET kompatibla språk men endast på C sharp programmeringsspråk i XNA Game studio och alla versioner av Micrsoft visual studio. 
XNA ramverk sammanfattar därmed en låg nivå av tekniska detaljer inblandad i kodningen i ett spel och ser till att ramen själv tar hand om skillnaden mellanplattformarna när spelen är portade från en kompatibel plattform till en annan. Därmed kan spelutvecklare fokusera mer på innehåll och spelupplevelse. Ramverket integrerar med ett antal verktyg såsom Cross-platform Audio Creation Tool och XACT för att skapa innehåll. 